# Korovci
Korovci (madžarsko Károlyfa, prekmursko Korouvci, nekoč Koroušci, nemški Karlsdorf) so naselje v Občini Cankova.

## Opis naselja
Koróvci so razložena vas sz. od Cankove v bližini potoka Kučnice na področju Goričkega. Večinoma so hiše ob cesti Cankova - Gerlinci pod teraso, ki se proti severu dviga. Del vasi ob cesti proti Gornjim Črncem imenujejo Klávzel, skrajni del proti jz. ob cesti proti Gerlincem pa Kótrman. Skozi naselje teče potok, ki se na jz. izliva v Kučnico.
Severni del vaškega ozemlja pokrivajo mešani gozdovi.(Gornji gozdovi, Koroška gora ali samo Gora). Osrednji del (Kosmatíce, Pod Goró, V tali, Pod ógradi, Dolnja Poula) je obdelan. Ob Kučnici so travniške površine Dolenji travniki.
Pri hišah je sadno drevje in brajde. Večina domačij ima vodovod. Bogat revir poljske in gozdne divjadi pripada lovski družini Cankova.

## Iz zgodovine Korovec
Prvič v zgodovini se vas Korovci omenja leta 1366 kot »Villa seu possesio Grofenyk«, to pomeni »hiša oziroma grofovo selo«. Ob reki Olsnitz, to je ob današnji Kučnici, so madžarski kralji in grofje posebej iz Gornje Lendave, to je današnja vas Grad, imeli svoja lovišča za nizko in srednjo divjad. Listina iz leta 1499 omenja med drugimi tudi vas Korosecz, to je vas Korovci, o kateri pravi, da leži na zelo lepem terenu in da je bogata z divjačino. Tudi v protestantskem Vizitacijskem zapisniku murskosoboške dekanije iz leta 1627 se omenja vas Korovci, kot lep kraj z velikimi gozdovi.
Iz zgoraj omenjenih listin pa ni razvidno, kako velik kraj bi naj bila vas Korovci in koliko prebivalcev bi naj imela. To lahko delno ugotovimo iz Vizitacijskega zapisnika iz leta 1778, torej 24 let po tem, ko je bila ustanovljena župnija na Cankovi. V zapisniku, ki je ohranjen v župnijskem arhivu na Cankovi se omenjajo naslednje vasi: Korovci, Cankova, Topolovci, Beznovci, Domajinci, Skakovci, Strukovci, Brezovci, Lemerje in Puževci. V teh vaseh je bilo 985 rimokatoličanov in 677 evangeličanov oz. protestantov. V Korovcih je bilo omenjenega leta 162 katoličanov, evangeličanov pa ni bilo. Od 162 prebivalcev vasi Korovci je bilo 123 odraslih oseb in 39 mladoletnih vaščanov. 
Zanimivo pa je šolsko poročilo »Schulfassion-Iskolabevallasa« iz leta 1858. Iz vasi Korovci, Cankova, Gornji Črnci, Domajinci, Topolovci in Skakovci je hodilo v šolo na Cankovo 79 otrok, od tega 44 dečkov in 35 deklic. Samo iz vasi Korovci pa 8 dečkov in 4 deklice. 
Šola je imela en učni prostor, učitelj pa dve sobi in kuhinjo. Učitelj in kantor je bil imenovanega leta Auguštinčič Mihael. Leta 1858 je bilo v Korovcih rojenih 9 (devet) otrok, poročil se je en par, umrlo pa je 5 (pet) oseb (dva dojenčka, en dvanajstletni otrok in dve odrasli osebi). Omenimo naj še, da so nekateri otroci iz krajev ob Kučnici hodili v šolo v Avstrijsko Radgono in da do leta 1850 sploh ni bil obvezen pouk v šoli.
Kakor iz drugih vasi, so tudi iz Korovec svoje mrtve pokopavali na pokopališču na Cankovi, ki je bilo okrog cerkve. Leta 1863 in leta 1879 pa je izšel madžarski splošni zakon, da mrliča ne smejo nesti v drugo vas, oziroma preko druge vasi. Tako je skoraj vsaka vas dobila svoje pokopališče. Iz župnijske knjige je razvidno, da so vaščani Korovec zahtevam tega zakona zadostili leta 1886. Zadnja oseba, ki je bila pokopana na pokopališču na Cankovi je bil Reiter Janos, Korovci št. 2, umrl pa je 24.05.1886. Do novembra istega leta v vasi Korovci ni umrla nobena oseba, 28.11.1886 pa je umrla Žilavec Terezija, Korovci št. 31 in je bila 30.11.1886 pokopana že na novem pokopališču v Korovcih.
Zaradi sorazmerno majhne oddaljenosti od župnijske cerkve, verniki iz Korovec niso čutili posebne potrebe po posebnem verskem prostoru, kljub temu pa so leta 1862 postavili v središču vasi kamniti križ z lepo urejeno okolico. Tu so se zbirali k šmarnični pobožnosti v mesecu maju. Od tega križa je šla vsako leto tudi procesija na binkoštno nedeljo v župnijsko cerkev na Cankovi. Na »risalsko« nedeljo pa je bila koroška »buča«. Sedaj se praznovanje te »buče« opravi v kapeli Svetega Duha, ki stoji v središču vasi in so jo vaščani zgradili leta 1989. Želja, da bi imeli v Korovcih tudi kapelo izhaja že od začetka dvajsetega stoletja. Tako so imeli pred prvo svetovno vojno v vasi že načrt za vaško kapelo, pred drugo svetovno vojno pa je bil kupljen tudi material za izgradnjo le-te. Vendar sta obe svetovni vojni, tako prva kot druga preprečili gradnjo kapele. Sedaj je kapela Svetega Duha vaščanom Korovec v ponos.

## Zunanje povezava
- Turistično društvo Korovci